# ピアノソナタ (ヤナーチェク)
《1905年10月1日（1. X. 1905）》は、レオシュ・ヤナーチェクのピアノ曲。今日ではピアノソナタとしても知られているが、ベーレンライター＝スプラフォン版は、下記のような経緯を踏まえて、《ソナタ》ではなく《1905年10月1日》を作品名に採用している。当初は《街頭より》と名付けられ、3楽章の作品であったが、2楽章の作品として残された。

## 成立の経緯
1905年、ブルノのチェコ語大学への支持を訴えるデモが行なわれる中で、10月5日に武力に斃された労働者フランティシェーク・パヴリーク（František Pavlík）への追悼作品として構想された。ヤナーチェクは事件の直後に作曲に取り掛かり、1906年1月に完成させた。曲中でヤナーチェクは、若い指物師の横死に対して否認を表明している。1月27日にブルノの芸術愛好家クラブにおいて、ルドミラ・トゥチコヴァーのピアノで初演された。
ヤナーチェクは、第3楽章の「葬送行進曲」も作曲したが、1906年になって公開演奏会の寸前になって取り除き、暖炉にくべて焼き捨ててしまう。残った楽章にも満足せず、後から残りの2楽章の自筆譜をヴルタヴァ川に投げ入れた。こうして《街頭より》は破棄されてしまったが、ヤナーチェク生誕70周年の1924年になって、初演者トゥチコヴァーが筆写譜を持っていると知らせてきた。かくて1924年に《1905年10月1日》と改題され、11月23日に復活上演ならびにプラハ初演が実現を見たのである。

ヤナーチェクは後に、作品に次のような碑銘を添えた。
「ブルノの芸術会館の上がり段の白い大理石。庶民の労働者フランティシェク・パヴリークは斃れ、血に染まった。上級教育を求めるためにだけ現れ、むごい殺人者によって刺し殺された。」
1924年に初めて作曲者の許可を得て、プラハにおいて出版譜が刊行された。

## 楽曲構成
嘆きや拒否という濃密な、個人的な心境を漂わせた作品である。各楽章は次のように題されている。
1. 予感  Předtucha 〔英訳のPresentimentは「不吉な予感」〕（コン・モト）
2. 死  Smrt 〔原題は「悲歌」〕（アダージョ）

両楽章とも変ホ短調で作曲されている。第1楽章はソナタ形式を踏んでおり、オスティナートが次第に曲を覆っていく。第2楽章は三部形式による悲歌で、第1楽章のオスティナートが核となっている。

## 参考資料
- Leoš Janáček, Compositions for piano,  ed. Dr. Ludvík Kundera and Jarmil Burghauser, 1989, musical text  reprinted from Complete Critical Edition of the Works of Leoš Janáček, series F/volume 1, 1979, Supraphon, Prague.
- Milan Kundera, sleeve notes for Leoš Janáček - Piano works (played by) Alain Planès, Harmonia Mundi, 1994.
- Janáček, Leoš: 1. X. 1905. "Sonáta". Urtext. Editio Bärenreiter Praha, 2005. BA 9501